# Gémima Joseph
Gémina Joseph (Kourou, 17 ottobre 2001) è una velocista francese, ha vinto la medaglia d'argento agli campionati europei nella staffetta 4x100 m.

## Biografia
Nata e cresciuta nella Guyana francese a Kourou ha iniziato con l'atletica leggera allenata da Katia Benth.

## Progressione

### 200 metri piani
| Stagione | Misura | Luogo           | Data      | Rank. Mond. |
| -------- | ------ | --------------- | --------- | ----------- |
| 2024     | 22"57  | Remire-Montjoly | 13-4-2024 |             |
| 2023     | 23"01  | Tomblaine       | 18-6-2023 |             |
| 2022     | 23"05  | Albi            | 10-7-2022 |             |
| 2021     | 22"77  | Cergy-Pontoise  | 16-6-2021 |             |
| 2020     | 23"53  | Albi            | 13-9-2020 |             |
| 2019     | 23"40  | Angers          | 7-7-2019  |             |
| 2018     | 23"60  | Győr            | 7-6-2018  |             |
| 2017     | 24"27  | Győr            | 26-7-2017 |             |
| 2016     | 25"41  | Remire-Montjoly | 23-1-2016 |             |

## Palmarès
| Anno                                    | Manifestazione          | Sede         | Evento      | Risultato  | Prestazione | Note                                     |
| --------------------------------------- | ----------------------- | ------------ | ----------- | ---------- | ----------- | ---------------------------------------- |
| In rappresentanza della Francia         |                         |              |             |            |             |                                          |
| 2018                                    | Europei U18             | Győr         | 200 m piani | Argento    | 23"60       | Miglior prestazione nazionale under 18   |
| 2018                                    | Olimpiadi giovanili     | Buenos Aires | 200 m piani | 5ª         | 48"33       | [ 2 ]                                    |
| 2019                                    | Europei U20             | Borås        | 200 m piani | Argento    | 23"60       |                                          |
| 2019                                    | Europei U20             | Borås        | 4x100 m     | 5ª         | 44"67       |                                          |
| 2021                                    | Europei U23             | Tallinn      | 200 m piani | Bronzo     | 22"97       |                                          |
| 2021                                    | Olimpiade               | Tokyo        | 200 m piani | Semifinale | 23"19       |                                          |
| 2021                                    | Olimpiade               | Tokyo        | 4x100       | 7ª         | 42"89       | [ 3 ]                                    |
| 2022                                    | Giochi del Mediterraneo | Orano        | 200 m piani | 6ª         | 23"43       | [ 4 ]                                    |
| 2022                                    | Giochi del Mediterraneo | Orano        | 4x100 m     | Argento    | 44"63       |                                          |
| 2022                                    | Europei                 | Monaco       | 200 m piani | Semifinale | 23"36       | [ 5 ]                                    |
| 2022                                    | Europei                 | Monaco       | 4x100 m     | Finale     | dnf         |                                          |
| 2022                                    | Mediterraneo U23        | Pescara      | 200 m piani | Oro        | 23"43       |                                          |
| 2023                                    | Europei U23             | Espoo        | 200 m piani | Semifinale | dns         |                                          |
| 2023                                    | Europei U23             | Espoo        | 4x400 m     | Argento    | 43"39       | Miglior prestazione personale stagionale |
| 2023                                    | Mondiali                | Budapest     | 4x100 m     | Batteria   | 43"12       | [ 4 ]                                    |
| 2024                                    | World Relays            | Nassau       | 4x100 m     | Argento    | 42"75       | [ 6 ]                                    |
| 2024                                    | Europei                 | Roma         | 100 m piani | 6ª         | 11"08       |                                          |
| 2024                                    | Europei                 | Roma         | 4x100 m     | Argento    | 42"15       |                                          |
| 2024                                    | Giochi olimpici         | Parigi       | 100 m piani | Batteria   | 11"13       | [ 7 ]                                    |
| 2024                                    | Giochi olimpici         | Parigi       | 200 m piani | Semifinale | 22"69       | [ 8 ]                                    |
| 2024                                    | Giochi olimpici         | Parigi       | 4x100 m     | 4ª         | 42"23       | [ 9 ]                                    |
| In rappresentanza della Guyana francese |                         |              |             |            |             |                                          |
| 2018                                    | Giochi CAC              | Barranquilla | 100 m piani | Semifinale | 11"80       |                                          |
| 2018                                    | Giochi CAC              | Barranquilla | 200 m piani | 7ª         | 23"89       | [ 10 ]                                   |

## Campionati nazionali
- 1 volta campionessa nazionale francese dei 100 m piani (2024)
- 1 volta campionessa nazionale francese dei 200 m piani (2024)

2020
- 4ª ai campionati francesi (Albi), 100 m piani - 23"61

2021
- 4ª ai campionati francesi indoor (Miramas), 200 m piani - 23"67
- 4ª ai campionati francesi (Angers), 100 m piani - 11"48
- Argento ai campionati francesi (Angers), 200 m piani - 23"67

2022
- Argento ai campionati francesi indoor (Miramas), 60 m piani - 7"37
- 4ª ai campionati francesi (Caen), 200 m piani - 23"41

2024
- Oro ai campionati francesi (Angers), 100 m piani - 11"01
- Oro ai campionati francesi (Angers), 200 m piani - 22"62

## Altre competizioni internazionali
2017
- Bronzo al Festival olimpico della gioventù europea ( Győr), 200 m piani - 23"89
- 5ª al Festival olimpico della gioventù europea ( Győr), staffetta 4x100 m piani - 47"70
- Batteria ai CARIFTA Games U18 ( Willemstad), 100 m piani - 12"25
- Batteria ai CARIFTA Games U18 ( Willemstad), 200 m piani - 25"36

2018
- 7ª ai CARIFTA Games U20 ( Nassau), 100 m piani - 11"70
- Argento ai CARIFTA Games U20 ( Nassau), 200 m piani - 23"70

2019
- 4ª ai CARIFTA Games U20 ( George Town), 100 m piani - 11"78

2022
- 7ª ai Bislett Games ( Oslo), 200 m piani - 23"88

2023
- 7ª ai Campionati europei a squadre, ( Chorzów), 200 m piani - 23"13
- 6ª ai Campionati europei a squadre, ( Chorzów), staffetta 4x100 m piani - 43"62
- 9ª al Prefontaine Classic ( Eugene), 200 m piani - 23"62

2024
- 7ª al Meeting de Paris ( Parigi), 100 m piani - 11"43